# Les Particules élémentaires (film)
Pour les articles homonymes, voir Particules élémentaires.
Pour plus de détails, voir Fiche technique et Distribution.
Les Particules élémentaires (titre original : Elementarteilchen) est un film allemand réalisé par Oskar Roehler, sorti en 2006.
Il a été récompensé d'un Ours d'argent du meilleur acteur en 2006.
Le film est une adaptation libre du roman de Michel Houellebecq Les Particules élémentaires publié en 1998.

## Synopsis
Michael et Bruno, demi-frères, ont des comportements diamétralement opposés. Ils se trouvent chacun devant la femme de leur vie, mais ces deux femmes tombent malades : vont-ils poursuivre la relation ou retourner à leur vie de solitaires ?...

## Fiche technique
- Titre : Les Particules élémentaires
- Titre original : Elementarteilchen
- Réalisation : Oskar Roehler
- Scénario : Oskar Roehler d'après le roman Les Particules élémentaires de Michel Houellebecq (Éditions Flammarion, 1998)
- Assistant-réalisateur : Christian Hoyer
- Musique : Mandred Banach
- Photographie : Carl-Friedrich Koschnick
- Assistant-opérateur : Nina Scheele
- Décors : Ingrid Henn
- Costumes : Esther Walz
- Maquillage : Heike Merker, Sabine Schumann, Robert Rebele
- Montage : Peter R. Adam, Béatrice Pettovich
- Ingénieur du son : André Bendocchi-Alves, Manfred Banach
- Mixage son : Martin Steyer
- Casting : An Dorthe Braker
- Sociétés de productions : Constantin Film Produktion GmbH (Munich), Moovie - The art of entertainment GmbH (Berlin), Medienfonds German Film Productions GmbH & Co. KG (Berlin), Degeto Film GmbH (Francfort-sur-le-Main)
- Producteurs : Bernd Eichinger, Oliver Berben
- Coproducteur : David Groenewold
- Producteur exécutif : Bernhard Thür
- Assistante-producteur exécutif : Tatjana Jakovleski
- Directeur de production : Astrid Kühberger, Mark Nolting
- Distributeurs d'origine : Constantin Filmverleih GmbH (Munich), TFM distribution
- Pays d'origine :  Allemagne
- Langue : allemand
- Format : couleur — 35 mm — 1.85:1 — son stéréophonique Dolby Digital
- Genre : Film dramatique
- Durée : 113 minutes
- Dates de sortie :
  - 23 février 2006 en Allemagne
  - 30 août 2006 en France

## Distribution
- Moritz Bleibtreu : Bruno, le professeur de littérature
- Christian Ulmen : Michel Djerzinsky, le mathématicien, demi-frère de Bruno
- Franka Potente : Annabelle, l'amie de Michel
- Martina Gedeck : Christiane
- Nina Hoss : Jane
- Uwe Ochsenknecht : le père de Bruno
- Corinna Harfouch : Docteur Schäfer
- Ulrike Kriener : la mère d’Annabelle
- Jasmin Tabatabai : Yogini
- Michael Gwisdek : Professeur Fleisser
- Michel Vuillermoz : Professeur Louis Duplessis
- Herbert Knaup : « Sollers »
- Tom Schilling : Michel (jeune)
- Thomas Drechsel : Bruno (jeune)
- Nina Kronjäger : Katja
- Jelena Weber : Annabelle (jeune)
- Jennifer Ulrich : Johanna
- Shaun Lawton : Walser
- Birgit Stein : Anne
- Simon Böer : l’amant de Jane
- Franziska Schlattner : Ellen
- Thorsten Merten : Hubert
- Deborah Kaufmann : Hannelore
- Uwe-Dag Berlin : le médecin d’Annabelle
- Hermann Beyer : le père d’Annabelle
- Ingeborg Westphal : la femme hippie

## Récompenses et distinctions
- Sélection officielle au 56e Festival de Berlin
- Ours d’Argent du Meilleur Acteur pour Moritz Bleibtreu au Festival international du film de Berlin 2006